# سيكريتين
السيكريتين (بالإنجليزية: Secretin)‏ هو هرمون ينظم الاسْتِقْرارُ الدَّاخِلِيّ للماء في جميع أنحاء الجسم ويؤثر على بيئة الاثنا عشري بواسطة تنظيم الافرازات في المعدة والبنكرياس والكبد.
وهو عبارة عن هرمون ببتيدي ينتج في خلايا س (S cells) للاثنا عشري والتي تقع في الغدد المعوية في الإنسان.